# آی آدم‌ها
آی آدم‌ها از مشهورترین اشعار نیما یوشیج است. این شعر از سوی صاحبنظران مختلف مورد نقد و بررسی قرار گرفته‌است، به‌طوری‌که نیما را «شاعرِ آی آدم‌ها» می‌نامند.

## سرایش
بار اول که پیرمرد را دیدم در کنگرهٔ نویسندگانی بود که خانهٔ «وکس» در تهران علم کرده بود. تیرماه ۱۳۲۵. زبر و زرنگ می‌آمد و می‌رفت... شبی که نوبت شعر خواندن او بود –یادم است- برق خاموش شد. و روی میز خطابه شمعی نهادند و او در محیطی عهد بوقی «آی آدم‌ها»یش را خواند.

جلال آل احمد («پیرمرد چشم ما بود»، آرش، دی ۱۳۴۰، شماره ۲)
بنا به تاریخی که نیما پای شعر گذاشته، او این شعر در آذر ۱۳۲۰ یعنی سه ماه بعد از اشغال ایران از سوی متفقین سرود و اولین بار آن را در تیر ۱۳۲۵ در اولین کنگرهٔ نویسندگان ایران همراه با دو شعر دیگر قرائت کرد.
جلال آل احمد از حاضران در این جلسه بود و در مقالهٔ «پیرمرد چشم ما بود» به خوانش این شعر توسط نیما اشاره می‌کند.

## نقد و نظر
برخی صاحبنظران این شعر را ساده، تک‌وجهی و بدون لایه‌های پیچیدهٔ درونی دانسته‌اند.

## بازآفرینی
احمد شاملو این شعر را در آلبوم شعرهای نیما دکلمه کرده‌است.
«آی آدمها» یکی از قطعات آلبوم ری‌را از سهیل نفیسی است.
مانی رهنما نیز این شعر را اجرا کرده‌است.